# Thể dục aerobic

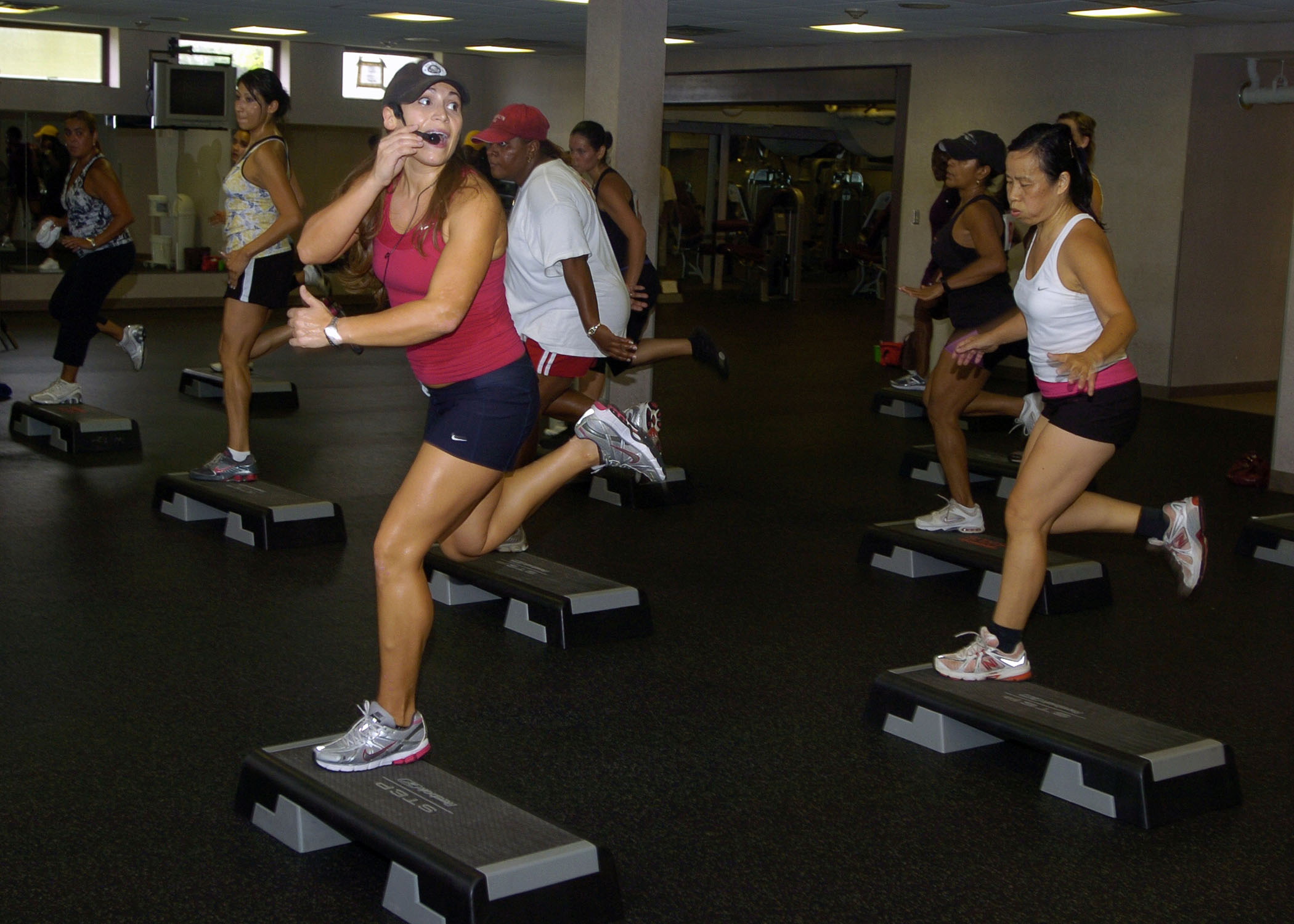
Một người đang hướng dẫn bài tập nhảy aerobic tại Lục quân Hoa Kỳ và thúc đẩy các học viên của cô theo kịp tiến độ.

Thể dục aerobic (hay còn gọi là hoạt động sức bền, bài tập hiếu khí, tiếng Anh: Aerobic exercise hay cardio) là một loại hình thể dục có cường độ từ thấp đến cao, chủ yếu phụ thuộc vào quá trình sản sinh năng lượng (ATP) aerobic. Định nghĩa của từ "aerobic" là "liên quan hoặc cần giải phóng oxy", tức là liên hệ tới việc sử dụng oxy để đáp ứng đủ nhu cầu năng lượng trong lúc tập thể dục thông qua quá trình hô hấp. Thể dục aerobic là những bài tập lặp đi lặp lại các chuỗi hoạt động từ cường độ thấp đến trung bình trong một khoảng thời gian dài. Thể dục aerobic còn có thể gọi là "aerobic duy nhất", vì nó được thiết kế ở cường độ đủ thấp để tất cả các chất cacbohydrat bị chuyển hóa thành năng lượng bằng con đường sản sinh ATP của ty thể. Ty thể là những bào quan dựa vào oxy để chuyển hóa các chất cacbohydrat, protein và chất béo. Những ví dụ về bài tập thể dục aerobic có thể kể đến chạy hoặc chạy bộ, bơi lội, đạp xe, leo cầu thang hoặc đi bộ theo quãng đường từ trung bình đến dài.

## Lịch sử hình thành
Nhà sinh lý học người Anh tên là Archibald Hill đã giới thiệu những khái niệm về VO2 tối đa và tiêu thụ oxy lớn vào năm 1922. Hill và nhà vật lý học người Đức Otto Meyerhof đã cùng nhận giải Nobel Sinh lý học hoặc Y học năm 1922 nhờ công trình nghiên cứu độc lập của họ liên quan đến chuyển hóa năng lượng cơ bắp. Henry Taylor tại Đại học Minnesota cùng hai nhà khoa học người Scandinavi – Per-Olof Åstrand và Bengt Saltin là những người có đóng góp nổi bật cho đề tài nghiên cứu về thể dục ở các thập niên 1950 và 1960. Ngoài ra, một số tổ chức cũng góp sức vào công cuộc nghiên cứu như Phòng thí nghiệm nghiên cứu sự mệt mỏi ở Havard, Trung tâm nghiên cứu cơ bắp Copenhagen cũng như nhiều trường đại học tại Đức.
Sau Thế chiến thứ hai, các hoạt động giải trí nhắm đến sức khỏe như đi bộ trở nên thịnh hành. Một cuốn cẩm nang có nhan đề Những kế hoạch tập thể dục của Lực lượng Không quân Hoàng gia Canada do tiến sĩ Bill Orban biên soạn và xuất bản năm 1961 đã giúp ra đời văn hóa tập thể dục thời hiện đại. Ở thập niên 1970, chạy bộ bỗng trở thành trào lưu gây sốt lấy cảm hứng từ Thế vận hội, các cuộc thi marathon ở New York và sự ra đời của những chiếc giày có lót đệm.
Hai nhà vật lý trị liệu, Đại tá Pauline Potts và Tiến sĩ Kenneth H. Cooper đều thuộc Không quân Hoa Kỳ, đã bày tỏ sự ủng hộ khái niệm tập thể dục aerobic. Ở thập niên 1960, Cooper bắt đầu nghiên cứu về y học dự phòng. Ông đã tiến hành nghiên cứu chuyên sâu đầu tiên về tập thể dục aerobic trên hơn 5.000 người lính thuộc Không quân Hoa Kỳ, sau khi có niềm tin rằng tập thể dục có thể bảo vệ sức khỏe. Cooper đã công bố những ý tưởng trong cuốn sách ra đời năm 1968 có nhan đề "Aerobics". Năm 1970, ông lập ra viên nghiên cứu riêng (viện Cooper) nhằm nghiên cứu và giáo dục phi lợi nhuận dành cho y học dự phòng. Ông còn cho xuất bản một lượng lớn đầu sách mang tên "The New Aerobics" vào năm 1979. Cooper khuyến khích hàng triệu người tập luyện và được ví là "cha đẻ của aerobics". Cuốn sách của Cooper đã truyền cảm hứng cho Jacki Sorensen tạo ra thói quen tập nhảy aerobic, trở nên thịnh hành tại Mỹ ở thập niên 1970 và cùng lúc ấy, Judi Missett cũng phát triển và mở rộng bài tập Jazzercise. Aerobic tại nhà trở nên thịnh hành khắp thế giới sau khi cuốn băng video dạy tập thể dục Jane Fonda's Workout ra mắt năm 1982. Bài tập nhảy aerobic phổ biến vào thập niên 1990 và được thúc đẩy bởi các sản phẩm và chương trình của hãng giày Reebok.

## Các hình thức tập thể dục aerobic
Thể dục aerobic là sự kết hợp của vô số hình thức tập luyện thể chất. Nói chung đây là loại hình thể dục được thực hiện ở cường độ vừa phải trong một khoảng thời gian tương đối lâu. Ví dụ, chạy bộ đường dài với tốc độ vừa phải là một bài tập thể dục aerobic, nhưng chạy nước rút thì không. Môn quần vợt nội dung đánh đơn với các chuyển động gần như liên tục thường được coi là tập aerobic, trong khi bộ môn golf hay môn quần vợt nội dung đánh đôi với các hoạt động ngắn bị ngắt quãng bởi những giờ nghỉ giải lao, có thể coi là ít tính aerobic hơn. Do đó, một số môn thể thao nghiễm nhiên được xem là "aerobic", như tập fartlek hoặc các lớp học nhảy aerobic – chúng được thiết kế để cải thiện, tăng cường thể chất aerobic.

### Các hình thức tập aerobic
Hoạt động cường độ vừa
- Nhảy múa
- Đi bộ đường dài trên mặt đất phẳng.
- Đạp xe dưới 10 dặm/giờ.
- Đi bộ ở mức vừa phải (khoảng 3,5 dặm/giờ)
- Đánh golf (không dùng xe đẩy)
- Trượt tuyết đổ đèo
- Quần vợt (đánh đôi)
- Bóng mềm
- Bơi lội
- Làm vườn
- Nhổ bãi cỏ cường độ nhẹ
- Chạy bộ

Hoạt động cường độ mạnh
- Đi bộ nhanh (khoảng 4,5 dặm/giờ)
- Đạp xe trên 10 dặm/giờ.
- Đi bộ leo dốc
- Trượt tuyết xuyên khu vực
- Leo cầu thang
- Bóng đá
- Chạy bộ
- Nhảy dây
- Quần vợt (đánh đôi)
- Bóng rổ
- Nhổ bãi cỏ cường độ nặng.[1][22][23]

## Lợi ích

### Lợi ích về sức khỏe
Những lợi ích của việc tập thể dục aerobic thường xuyên được ghi nhận là:
- Tăng cường các cơ bắp liên quan đến hô hấp, tạo điều kiện trao đổi khí của phổi.
- Tăng cường và mở rộng cơ của tim, cải thiện hiệu quả bơm máu và giảm nhịp tim khi nghỉ ngơi, hay còn gọi là điều hòa aerobic
- Cải thiện hiệu quả tuần hoàn và giảm huyết áp
- Tăng khả năng chịu đau
- Tăng tổng số tề bào hồng cầu trong cơ thể, tạo điều kiện vận chuyển oxy
- Cải thiện sức khỏe tâm thần, trong đó có giảm căng thẳng và giảm tỷ lệ mắc trầm cảm, cũng như tăng khả năng nhận thức.[23][26]
- Giảm nhẹ trầm cảm nếu các bài thể dục aerobic được dùng như một phương pháp trị liệu bổ sung cho các bệnh nhân mắc bệnh máu ác tính.[27]
- Giảm nguy cơ mắc các bệnh tiểu đường (một phép phân tích tổng hợp từ nhiều nghiên cứu được tiến hành cho thấy thể dục aerobic giúp giảm mức độ Hb A1C đối với bệnh tiểu đường loại 2.[28])
- Giảm nguy cơ tử vong do các vấn đề tim mạch
- Giảm nguy cơ mắc bệnh tim mạch, nghẽn máu và tai biến mạch máu não
- Giảm tổng số cholesterol
- Tăng lipoprotein mật độ cao, hay "cholesterol tốt"
- Thúc đẩy giảm cân
- Ngăn ngừa loãng xương.[23]

Những hoạt động aerobic với cường độ mạnh (như chạy bộ hay nhảy dây) có thể
- Kích thích xương phát triển
- Giảm nguy cơ loãng xương cho cả nam và nữ.[23]

### Lợi ích về hình thể
Ngoài những lợi ích về sức khỏe mà thể dục aerobic đem lại, còn có nhiều lợi ích về hình thể nữa:
- Tăng cường lưu trữ các phân tử năng lượng như chất béo và cacbohydrat trong các cơ, cho phép tăng cường sức bền
- Kích thích mạch máu mới phát triển của sarcomere cơ giúp tăng lưu lượng máu qua các cơ
- Tăng tốc độ trao đổi chất aerobic kích hoạt trong cơ bắp, cho phép sản sinh một phần lớn năng lượng cho các bài tập cường độ cao
- Tăng khả năng cơ sử dụng chất béo trong tập luyện, dự trữ glycogen phẫu trong cơ
- Tăng tốc độ phục hồi cơ bắp sau khi tập thể dục cường độ cao
- Duy trì sự độc lập

## Các loại hình thể dục aerobic
| Trong nhà        | Ngoài trời            | Trong nhà hoặc ngoài trời |
| ---------------- | --------------------- | ------------------------- |
| Máy chạy elip    | Đi bộ                 | Bơi                       |
| Đạp xe trong nhà | Đạp xe                | Kickboxing                |
| Xe đạp văn phòng | Chạy bộ               | Nhảy dây                  |
| Máy chạy bộ      | Trượt tuyết băng đồng | Tập luyện xoay vòng       |
| Nhảy aerobic     | Chạy bộ băng đồng     | Bật nhảy hình ngôi sao    |
| Jazzercise       | Đi bộ Bắc Âu          | Tập aerobic dưới nước     |
| Dẫm chân aerobic | Trượt patin           | Chạy bộ                   |